# モンターゾラ
モンターゾラ（伊: Montasola）は、イタリア共和国ラツィオ州リエーティ県にある、人口約400人の基礎自治体（コムーネ）。

## 地理

### 位置・広がり
リエーティ県のコムーネ。県都リエーティから西へ15kmの距離にある。

#### 隣接コムーネ
隣接するコムーネは以下の通り。
- カスペーリア
- コンティリアーノ
- コッタネッロ
- トッリ・イン・サビーナ
- ヴァコーネ

### 気候分類・地震分類
モンターゾラにおけるイタリアの気候分類 (it) および度日は、zona E, 2464 GGである。
また、イタリアの地震リスク階級 (it) では、zona 2B (sismicità media) に分類される。